# Cladochaeta dracula
Cladochaeta dracula är en tvåvingeart som beskrevs av David Grimaldi och Nguyen 1999. Cladochaeta dracula ingår i släktet Cladochaeta och familjen daggflugor.
Artens utbredningsområde är Arizona. Inga underarter finns listade i Catalogue of Life.